# Vaccino anti-pneumococcico
I vaccini antipneumococcici sono vaccini che prevengono la malattia pneumococcica, causata dal batterio Streptococcus pneumoniae, solitamente manifesta sotto forma di polmoniti, meningiti e sepsi.

## Tipi
Esistono due tipi di vaccini antipneumococcici:
- vaccini polisaccaridici (Pneumococcal Polysaccharide Vaccine, PPV)
- vaccini coniugati (Pneumococcal Conjugate Vaccine, PCV).

La necessità di coniugare i vaccini (con una variante non tossica della tossina difterica, CRM197) nasce dalle caratteristiche immunogeniche dei polisaccaridi pneumococcici.
|       | Sierotipi coperti in comune tra tutti |    |    |    |     |     |     |
|       | 4                                     | 6B | 9V | 14 | 18C | 19F | 23F |
| PCV7  |                                       |    |    |    |     |     |     |
| PCV10 |                                       |    |    |    |     |     |     |
| PCV13 |                                       |    |    |    |     |     |     |
| PCV15 |                                       |    |    |    |     |     |     |
| PCV20 |                                       |    |    |    |     |     |     |
| PPV23 |                                       |    |    |    |     |     |     |

|       | Sierotipi coperti |   |    |     |   |    |     |     |   |     |     |     |     |   |    |     |    |
|       | 1                 | 5 | 7F | 19A | 3 | 6A | 22F | 33F | 8 | 10A | 11A | 12F | 15B | 2 | 9N | 17F | 20 |
| PCV10 |                   |   |    |     |   |    |     |     |   |     |     |     |     |   |    |     |    |
| PCV13 |                   |   |    |     |   |    |     |     |   |     |     |     |     |   |    |     |    |
| PCV15 |                   |   |    |     |   |    |     |     |   |     |     |     |     |   |    |     |    |
| PCV20 |                   |   |    |     |   |    |     |     |   |     |     |     |     |   |    |     |    |
| PPV23 |                   |   |    |     |   |    |     |     |   |     |     |     |     |   |    |     |    |

## Vaccini polisaccaridici
Il vaccino polisaccaridico è costituito da una preparazione purificata di antigeni polisaccaridici capsulari ottenuti a partire da ceppi idonei di Streptococcus pneumoniae. Il vaccino più comunemente utilizzato contiene 23 tipi antigenici di S. pneumoniae, che sono ritenuti la causa del 90% delle infezioni pneumococciche negli Stati Uniti e in Europa. Il vaccino costituito da 14 tipi antigenici è stato ormai abbandonato. Ciascuna dose di vaccino da 0,5 mL contiene 25 µg di ciascun tipo di polisaccaride capsulare sciolto in soluzione fisiologica.

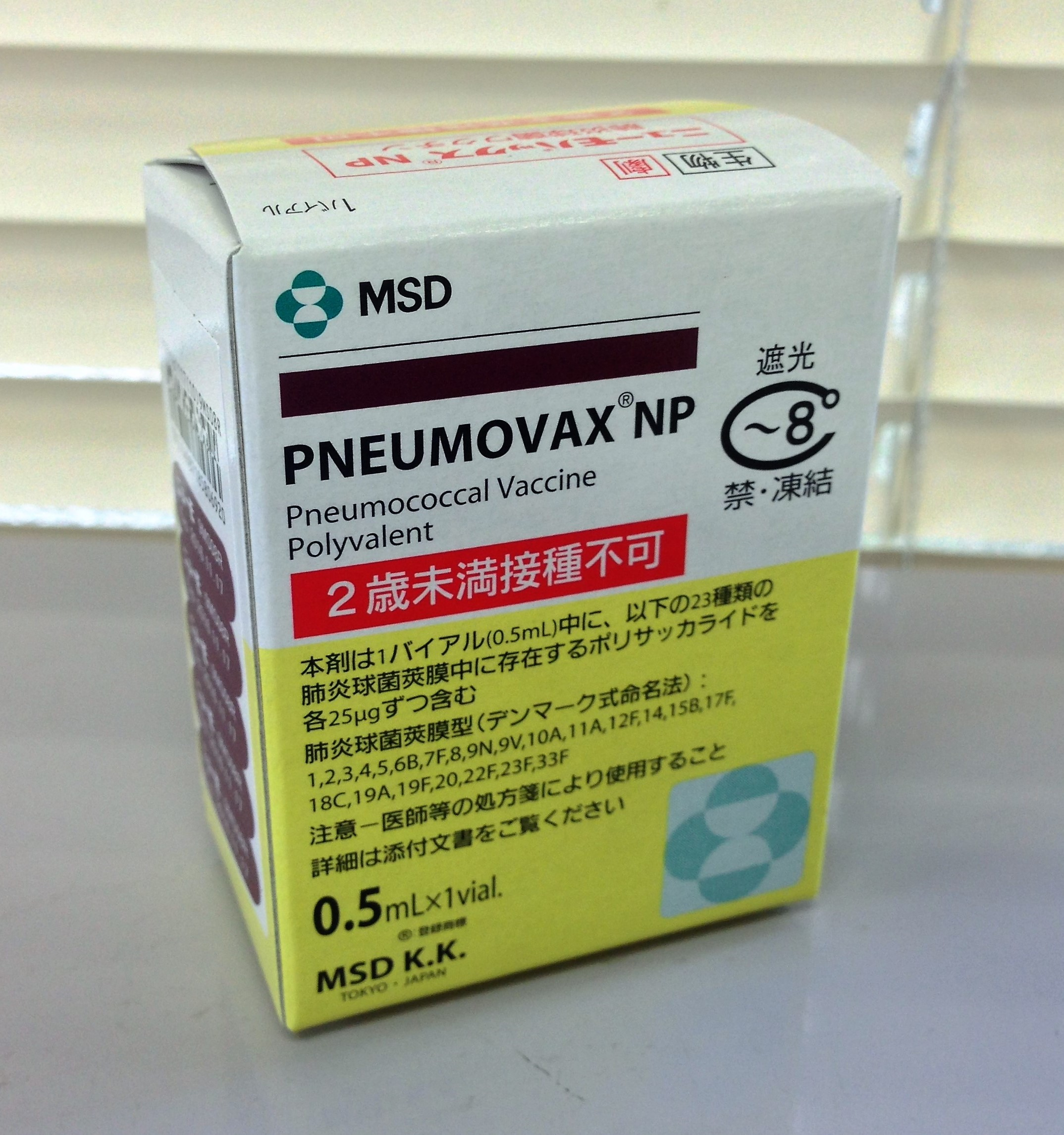
Pneumovax (vaccino antipneumococcico)

Il vaccino antipneumococcico polisaccaridico deve essere conservato a una temperatura compresa tra 2 e 8 °C, evitandone il congelamento, e al riparo dalla luce.
Il vaccino antipneumococcico viene utilizzato per l'immunizzazione attiva nei confronti delle infezioni da S. pneumoniae, principale responsabile di polmoniti, meningiti, otiti medie da pneumococco, riacutizzazioni di bronchite cronica, sinusiti, artriti e congiuntiviti. La risposta anticorpale specifica contro gli antigeni contenuti nel vaccino si produce in genere entro la terza settimana dall'inoculo e dura per alcuni anni. Il vaccino antipneumococcico è indicato nei pazienti ad alto rischio di contrarre infezioni pneumococciche, come gli adulti affetti da malattie croniche di tipo cardiovascolare o polmonare, diabete mellito, alcoolismo, cirrosi, gli anziani, i soggetti adulti immunocompromessi, inclusi quelli con ridotta funzionalità splenica o splenectomizzati, i pazienti affetti da linfoma di Hodgkin, linfoma, mieloma multiplo, insufficienza renale cronica, sindrome nefrosica, e coloro che hanno subito un trapianto d'organo. Il vaccino è inoltre indicato negli adulti e nei bambini, con più di 2 anni d'età, con infezioni da HIV sintomatiche o non sintomatiche. In pediatria il vaccino è inoltre indicato nei bambini con più di 2 anni affetti da malattie croniche specificatamente associate a un aumentato rischio di malattie pneumococciche, come quelli con asplenia funzionale o anatomica, compresa anemia a cellule falciformi, sindrome nefrosica, perdita di fluido cerebrospinale e condizioni associate a immunosoppressione. Non è normalmente raccomandata una rivaccinazione degli adulti e dei bambini a causa del rischio di una maggiore incidenza di reazioni collaterali a livello locale. La somministrazione di una seconda dose può essere effettuata solo nei pazienti, comunque ad alto rischio, che hanno ricevuto la prima dose da più di 6 anni (adulti) o da 3-5 anni (bambini di almeno 10 anni) o che presentano un titolo anticorpale minimo. In generale l'immunogenicità del vaccino nei bambini di età inferiore a 2 anni è piuttosto scarsa.
Il vaccino antipneumococcico viene somministrato in dose singola di 0,5 mL per iniezione intramuscolare, da effettuare nel deltoide o nel gluteo, oppure per via sottocutanea.
Raramente il vaccino può provocare dolori muscolari o articolari, febbre, rash cutanei, reazioni allergiche o anafilassi; è possibile una reazione locale al sito di iniezione.
Il vaccino non deve essere somministrato nel corso di chemioterapia o radioterapia, ma la vaccinazione deve essere effettuata almeno 14 giorni prima dell'inizio del trattamento; inoltre il vaccino non deve essere somministrato meno di 10 giorni prima dell'inizio di un trattamento farmacologico con immunosoppressori. La somministrazione del vaccino antipneumococcico è controindicata nei bambini di età inferiore a 2 anni e in ogni caso nei bambini con malattie ricorrenti del tratto respiratorio superiore, comprese le otiti medie e le sinusiti. Si deve osservare particolare precauzione nei soggetti affetti da gravi cardiopatie e compromissioni polmonari.
I farmaci immunosoppressori e la radioterapia diminuiscono la risposta anticorpale al vaccino antipneumococcico.